# 3978 Klepesta
3978 Klepesta је астероид главног астероидног појаса. Приближан пречник астероида је 26,70 ,
а средња удаљеност астероида од Сунца износи 2,882 астрономских јединица (АЈ).
Инклинација (нагиб) орбите у односу на раван еклиптике је 12,177 степени, а орбитални период износи 1787,654 дана (4,894 године). Ексцентрицитет орбите астероида износи 0,006.
Апсолутна магнитуда астероида износи 11,70 а геометријски албедо 0,051.
Астероид је откривен 7. новембра 1983. године.